# Brancus
Brancus is een geslacht van spinnen uit de familie springspinnen (Salticidae).

## Soorten
De volgende soorten zijn bij het geslacht ingedeeld:
- Brancus besanconi (Berland & Millot, 1941)
- Brancus blaisei Simon, 1902
- Brancus fuscimanus (Simon, 1903)
- Brancus hemmingi Caporiacco, 1949
- Brancus muticus Simon, 1902
- Brancus occidentalis Wesolowska & A. Russell-Smith, 2011
- Brancus poecilus Caporiacco, 1949
- Brancus verdieri Berland & Millot, 1941